# Länsväg 272
De Zweedse weg 272 (Zweeds: Länsväg 272) is een provinciale weg in de provincies Gävleborgs län en Uppsala län in Zweden en is circa 194 kilometer lang.

## Plaatsen langs de weg
- Uppsala
- Harbo
- Östervåla
- Gysinge
- Österfärnebo
- Årsunda
- Sandviken
- Ockelbo
- Lingbo
- Holmsveden
- Kilafors

## Knooppunten
- Riksväg 55 bij Uppsala (begin)
- Riksväg 56: start gezamenlijk tracé
- Riksväg 56: einde gezamenlijk tracé, bij Gysinge
- E/Riksväg 68 bij Sandviken
- Länsväg 302
- Länsväg 303 bij Ockelbo
- Riksväg 83 bij Kilafors (einde)